# Риснор (Ајова)
Риснор (енгл. Reasnor) град је у америчкој савезној држави Ајова. По попису становништва из 2010. у њему је живело 152 становника.

## Демографија
Према попису становништва из 2010. у граду је живело 152 становника, што је -42 (-21.6%) становника више него 2000. године.
| Група             | 2000.       | 2010.       |
| Белци             | 192 (99,0%) | 151 (99,3%) |
| Афроамериканци    | 0 (0,0%)    | 0 (0,0%)    |
| Азијати           | 0 (0,0%)    | 0 (0,0%)    |
| Хиспаноамериканци | 0 (0,0%)    | 1 (0,7%)    |
| Укупно            | 194         | 152         |